# 都伦金·伊德沃赫腾
都伦金·伊德沃赫腾（1953年—），蒙古族，蒙古国南戈壁省朝格特车齐县人，蒙古政治家、外交官。

## 生平
1977年，伊德沃赫腾在苏联克拉斯诺达尔技术大学（Krasnodar Technical University）成为机械工程师。1986年毕业于苏联莫斯科的苏共中央社会科学院。从1990年10月至1992年，伊德沃赫腾担任蒙古人民革命党南戈壁省委员会主席。1990年11月，伊德沃赫腾进入蒙古人民革命党中央委员会，后来分别于1991年、1992年连任。从1992年至1996年，依德布赫滕是南戈壁省11选区蒙古人民革命党的国家大呼拉尔成员。在1996年的选举中，他作为南戈壁省29选区的候选人选举失利。从1996年至2000年，他担任Tulga公司的董事长。从2000年9月至2001年3月，他是国家大呼拉尔成员中的蒙古人民革命党党团的服务总监。在2001年3月举行的蒙古人民革命党代表大会上，他当选为总党控委员会（MPRP General Party Control Committee）主席。
2001年9月，在勒哈木苏伦·额奈比希逝世之后，伊德沃赫腾当选为蒙古人民革命党中央委员会总书记。但在2005年6月，该职务被桑扎·巴亚尔接替，伊德沃赫腾降职为蒙古人民革命党中央委员会书记兼领导委员会（MPRP Leadership Council）成员，任职至2007年10月。在2004年的国家大呼拉尔选举中，他代表蒙古人民革命党赢得了乌兰巴托62（Khan-Uul）选区的选举，并成为国家大呼拉尔中的蒙古人民革命党党团领导人，一直任至2007年7月他当选为副主席，当时正值曾德·尼亚木道尔吉辞职，由丹增·龙戴姜仓接任主席。2005年6月、2007年10月，伊德沃赫腾分别被选为蒙古人民革命党小呼拉尔成员。在2008年的国家大呼拉尔选举中，他代表蒙古人民革命党未能赢得乌兰巴托21（Khan-Uul、Baganuul及Bagakhangai）选区的选举。2008年12月，伊德沃赫腾被任命为蒙古国环境和旅游部副部长。2009年2月，伊德沃赫腾再次被选为蒙古人民革命党小呼拉尔成员，此前他因为未能赢得国家大呼拉尔选举而被摒除在蒙古人民革命党小呼拉尔之外。2009年7月，伊德沃赫腾被任命为蒙古国驻俄罗斯大使。